# Deuter Sport
Deuter Sport — фірма-виробник заснована в Німеччині Гансом Дойтером (Hans Deuter) в 1898 році. Спеціалізується на виробництві рюкзаків. Дистриб'юторська мережа охоплює більше 70 країн.

## Історія
З 1910 року Deuter стає офіційним постачальником німецьких збройних сил — виробляє для армії рюкзаки, мішки для провізії, кобури, намети.
У 1987 році Deuter, у співпраці з австрійським альпіністом Петером Габелером (Peter Habeler), розробив конструкцію підвіски рюкзаків Aircomfort.
Починаючи з 1990 року, у час масового поширення гірських велосипедів, Deuter виробляє моделі рюкзаків призначених виключно для їзди на велосипеді.